# Ostenec oranžovoproužkatý
Ostenec oranžovoproužkatý (Balistapus undulatus Park, 1797) je druh mořské ryby z čeledi ostencovitých, který je charakteristický svým tvarem a zbarvením. Jedná se o dravou rybu, která je aktivní hlavně přes den, v noci vyhledává úkryt, ve kterém se schovává před nočními predátory.
Žije v oblasti teplých tropických moří a oceánů na korálových útesech, kde vyhledává svou potravu v podobě drobných živočichů, jež okusuje z korálů. Jedná se o teritoriální rybu, která brání své území před vetřelci.

## Výskyt

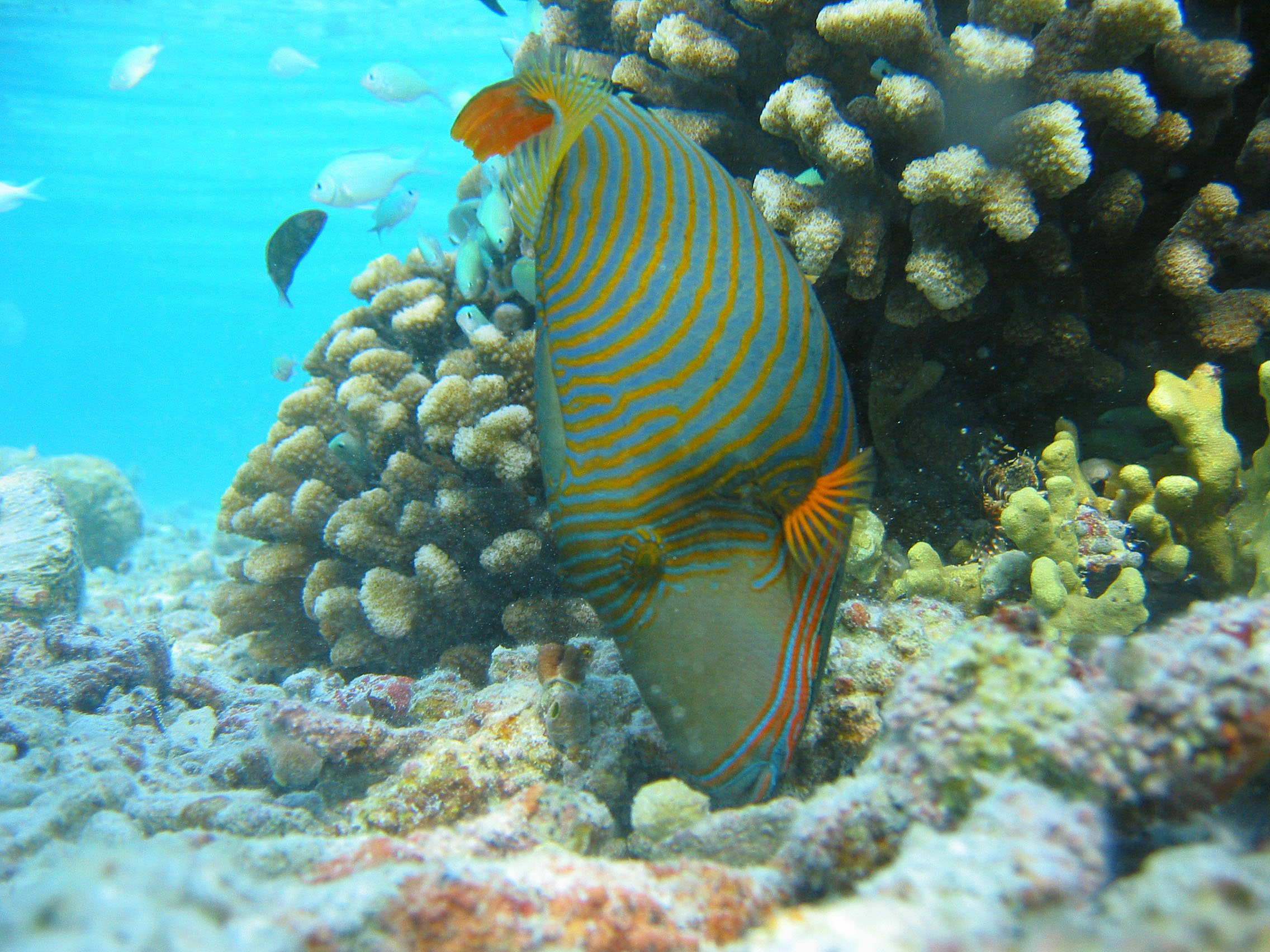
Ostenec během získávání potravy

Ostenec obývá převážně oblasti s korálovými útesy v oblasti Tichého a Indického oceánu, Rudého moře, kde je teplota vody v rozmezí 23 ° až 28 °C, což odpovídá pobřežním vodám Jižní Afriky, Indie, Austrálie, Malajsie, či Japonska Současně byl pozorován i v oblasti Velkého bariérového útesu. Žije v hloubce od 2 do 50 metrů.

## Popis
Ostenec v průměru dosahuje okolo 30 cm. Jeho tělo má atypický tvar. V přední části se nachází malá tlama, která je umístěna na protažené hlavě. Po stranách hlavy jsou umístěny dvě malé oči, které směřují do strany. Na hřbetu se nachází malá tenká, ale dlouhá hřbetní ploutev, která se táhne až k ocasní ploutvi. Ve spodní části se nachází řitní ploutev. Je podobná hřbetní. Po stranách těla jsou dvě drobné prsní ploutve.
Ostenec má typické proužkování povrchu těla, kde se pravidelně střídají světlejší a tmavší pruhy. Světlejší pruhy mají barvu od světle žluté po světle zelenou a tmavší bývají tmavě žluté až oranžové.

## Hospodářské využití
Ostenec je komerčně loven rybolovem a současně se chová v akváriích jako dekorační rybka. Jeho cena se pohybuje v průměru mezi 1400 až 1800 Kč. Na chov je to náročná ryba, která vyžaduje značné chovatelské zkušenosti a větší akvárium. Doporučuje se chovat samostatně a nebo v páru, ale bez jiných rybiček. Je poměrně značně agresivní a často napadá ostatní rybičky nebo ničí vybavení akvária. Pokud je chován v zajetí déle, naučí se krmit i z ruky.